# Ворота Шейх Джалол
Ворота Шейх Джалол (Шайх Жалол) (узб. Shayx Jalol darvozasi) — крепостные ворота, воссозданные на прежнем месте в Бухаре (Узбекистан). Впервые были воздвигнуты, наряду с не уцелевшими хаузом, минаретом и мечетью, в честь учителя (пир) донатора строительства; в первой половине XVI века, на средства и по приказу узбекского правителя Абдулазиз-хана, в тогдашней одной из столиц Бухарского ханства. Были установлены на юго-западной части бухарской крепостной стены. Считались одними из старых городских ворот, так как были единственными, сохранившие остатки первоначальной облицовки из мозаичных украшений. Ворота соединяли Бухару с близлежащей окраиной города. «Движение через них было сравнительно не большое». Простояли они вплоть до 1968 года и были разрушены при Советской власти. Воссозданы в 2012 году (или в 2008—2009 годах). Являются одними из 4-х воссозданных в пред-разрушенном виде и 11-ти когда либо существовавших ворот Бухары. Находятся на улице им. М. Икбола.
Архитектурный памятник входит в «Национальный перечень объектов недвижимости материального культурного наследия Узбекистана».